# Thecocarcelia tianpingensis
Thecocarcelia tianpingensis là một loài ruồi trong họ Tachinidae.